# Spectrus: Paralisia do Sono
Spectrus: Paralisia do Sono é um romance gráfico brasileiro de Thiago Spyked, lançado em 2006 pela Crás Editora.
O livro conta a história de Lila, uma garota bastante criativa que, após sofrer uma paralisia do sono, tem sua consciência roubada por uma entidade do mundo dos sonhos que deseja ter as essências criativas mais poderosas do mundo.  Neste mundo, Lila começa uma jornada a fim de recuperar sua consciência e voltar a acordar.
Em 2017, Spectrus: Paralisia do Sono ganhou o Prêmio Angelo Agostini de melhor lançamento.
A HQ foi lançada em Portugal pela Midori Editora em 2020, trazendo uma página feita exclusivamente para a edição portuguesa. Foi um dos primeiros lançamentos físicos da editora.